# Chalcophaps stephani
Chalcophaps stephani là một loài chim trong họ Columbidae.